# Julia Varela
Julia Varela Ruano, née à Pontevedra le 30 juin 1981, est une journaliste, présentatrice, reporter de RTVE et écrivaine espagnole.

## Biographie
Après avoir terminé ses études primaires et secondaires dans sa ville natale de Pontevedra, Julia Varela s'installe à Madrid pour étudier le journalisme à l'université Complutense.
Elle commence sa carrière professionnelle à RTVE en 2005 en tant que présentatrice et rédactrice dans les services d'information de RNE pour Radio Exterior de España. En 2008, elle devient présentatrice et rédactrice pour Radio 3 dans des émissions telles que Siglo 21, 180 Grados ou Los Conciertos de Radio 3, ainsi que pour la diffusion de différents festivals de musique. Depuis 2013, elle travaille comme reporter pour TVE dans des émissions tels que Comando Actualidad et La mañana de La 1 ; dans cette dernière, elle collabore également en tant que commentatrice dans la section consacrée au divertissement.
Entre 2015 et 2017, Varela est la commentatrice de TVE pour le Concours Eurovision de la chanson, aux côtés de José María Íñigo,. Varela et Íñigo commentent également le gala spécial Eurovision Song Contest's Greatest Hits, qui commémore le 60e anniversaire du Concours Eurovision de la chanson en 2015. Elle prend également la direction de la green room d'Objetivo Eurovisión, la présélection espagnole de 2016.
Depuis 2018, elle est la commentatrice de la compétition aux côtés de Tony Aguilar, également dans sa version Junior, à l'exception de l'édition spéciale 2020.
En avril 2019, elle publie son premier roman ¿Por qué me pido un gin and tonic si no me gusta ?. Entre le 8 juillet 2019 et le 13 mars 2020, elle dirige et collabore à A partir de hoy, un magazine télévisé matinal estival sur La 1 de Televisión Española animé par Máximo Huerta.
Du 31 août 2020 à septembre 2022, elle dirige et présente l'émission de l'après-midi Tarde lo que tarde sur RNE. À partir de la saison 2022-2023, elle dirige et présente l'émission du soir Gente despierta.
En octobre 2022, elle co-présente avec Rodrigo Vázquez l'émission Benidorm Fest: Los elegidos, dans laquelle les participants de la deuxième édition du concours sont présentés.
Depuis octobre 2023, elle présente la deuxième édition de l'émission Duos Increíbles avec Xavi Martínez sur La 1 de RTVE.
Depuis janvier 2024, elle présente le vidéopodcast Te crío mucho sur RTVE Play et RTVE Audio, où elle tente de répondre aux questions, aux préoccupations et aux défis de la vie quotidienne de la maternité et de la paternité,.

## Publications
- ¿Por qué me pido un gin tonic si no me gusta?[4] Publiée par les Éditions B, Penguin Random House.